# نعمة الله الجزائري
نعمة الله بن محمد الموسوي الجزائري (1050 هـ / 1640 - 1112 هـ / 1701)، المعروف بالمحدث الجزائري وهو رجل دين وفقيه ومُحدّث ومُفسّر شيعي في القرن الحادي والثاني عشر، وهو من السادة الجزائريين، ويرجع نسبه إلى عبد الله ابن موسى الكاظم، ، وقد كان أحد كبار رجال الدين الشيعة الإثني عشرية في العراق وإيران في زمان الدولة الصفوية، وُلد سنة 1050 هـ في قرية الصباغية، وهي إحدى قرى قضاء الجزائر والذي يسمى حالياً بقضاء الجبايش، والذي يقع حسب الجغرافيا الحديثة في محافظة ذي قار بجنوب العراق، بدأ نعمة الله الجزائري الدراسة في الخامسة عمره، حيث ختم القرآن، وقرأ الكثير من القصائد والأشعار، ومن ثم درس الصرف والنحو، ثم انتقل إلى منطقة الحويزة -جنوبي غربي إيران- من أجل إكمال دراسته، ومن ثم إلى مدينتي شيراز وأصفهان، حيث تتلمذ على يد أبرز علماء عصره، وحين سافر إلى مدينة تستر دعاه أهالي المنطقة إلى الإقامة فيها، فقبِل الدعوة، ومنذ وصوله قلّده السلطان سليمان الصفوي منصب القضاء وإمامة صلاة الجمعة، وسائر المناصب الدينية، كما لقّبه بـشيخ الإسلام في تلك المدينة. توفي في 23 شوال سنة 1112 هـ، في قرية جايدر وهي من قرى مدينة لرستان، بعد وفاة المجلسي بسنتين وكان عمره 62 سنة.
وقد ساهم نعمة الله الجزائري مع مجموعة من العلماء كان محمد باقر المجلسي قد أوكل إليهم مهمة إعداد مصادر كتابيه المعروفين الذين يعدان من الموسوعات الكبرى في علم الحديث عند الشيعة وهما: بحار الأنوار الجامعة لدرر أخبار الأئمة الأطهار، ومرآة العقول في شرح أخبار آل الرسول، كما ساهم بجمع أكثر من أربعة آلاف كتاب قد استنسخهم بنفسه.
وله أكثر من خمسين كتابا ورسالة، أشهرها: زهر الربيع، الأنوار النعمانية في معرفة النشأة الإنسانية، أنيس الوحيد في شرح التوحيد، عقود المرجان في تفسير القرآن، كشف الأسرار في شرح الاستبصار، النور المبين في قصص الأنبياء والمرسلين.

## إسمه ونسبه وعائلته

يعود نسب نعمة الله الجزائري إلى موسى الكاظم الإمام السابع عند الشيعة، باثنتي عشرة واسطة فقط، ويسمى هذا النسب في الاصطلاح ب«عالي النسب»

- هو: «نعمة اللّه الحسيني الموسوي الجزائري بن عبد اللّه بن محمد بن حسين بن أحمد بن محمود بن غياث الدين بن مجد الدين بن  نور الدين بن سعد الدين بن عيسى بن  موسى بن عبد اللّه بن موسى بن جعفر الصادق بن محمد الباقر بن علي بن الحسين بن علي بن أبي طالب»[21][22]، ونسبه يصل إلى موسى الكاظم باثنتي عشرة واسطة فقط، ويسمى هذا النسب في الاصطلاح ب«عالي النسب». وقد قال نعمة الله الجزائري بعد أن ذكر نسبه في كتاب الأنوار النعمانية:[23]

| أولئك آبائي فجئنى بمثلهم |  | اذا جمعتنا يا جرير المجامع |

- الموسوي: وهي عائلة يسكن أغلبها في العالم العربي وإيران، وويعود أصل هذه العائلة إلى النبي محمد عن طريق إمام الشيعة السابع موسى الكاظم، ومنه أخذت اسمها ولفظة سيد.[24]
- الجزائري: والمراد منه جزائر البصرة المتشكلة من عدة جزر كجزيرة «بني منصور» و «بني حميد» و «نهر عنتر» وغيرها.[25]
- لقبه وكنتيه: عادة مايلقب ب«السيد الجزائري»[26] أو «المحدث الجزائري».[27]
- إبنه الأول: نور الدين (1088 هـ - 1158 هـ).[28] سار على نهج والده من حيث كونه من رجال الدين والفقهاء، وقد ولد وعاش وتوفي بمدينة تستر[29]
- إبنه الثاني: علي، قال عنه علي البروجردي في الطرائف:««السيّد الأمجد شرف الدين علي».»[30]
- حفيده الأول: عبد الله السيّد نور الدين قال عنه حسين النوري الطبرسي: «العالم المتبحّر النقّاد… هو من أجلّاء هذه الطائفة، وعينها ووجهها»[30]
- حفيده الثاني: محمّد حسين السيّد نور الدين قال عنه محمد هادي الأميني: ««من كبار مشايخ الفقه والأُصول، وأساتيذ الشيوخ، فقيه أُصولي كبير، ومجتهد نحرير»[30]
- حفيده الثالث: محمّد السيّد علي قال عنه علي البروجردي: «وهذا السيّد محدّث نحرير أخباري بصير»[30]

## ولادته وحياته

### ولادته
ولد نعمة الله الجزائري عام 1050هـ الموافق 1640 بالتاريخ الميلادي، في قرية «الصباغية» من أرض الجزائر قرب «البصرة» ولا زالت القرية تعرف بهذا الاسم إلى اليوم، وسميت بالجزائر نسبة إلى نهر صغير فيها وهي من قرى الجبايش، وظل اسم «الجزائر» يطلق على هذه المنطقة، وليس المقصود بلاد الجزائر الواقعة في المغرب العربي.

### بداياته
بدأ نعمة الله رحلته الدراسية في الخامسة من عمره، حيث ختم القرآن وقرأ الكثير من القصائد والأشعار، ومن ثم درس الصرف والنحو، وبعدها انتقل إلى الحويزة من أجل أكمال دراسته.

### رحلته إلى شيراز
توجه نعمة الله الجزائري نحو مدينة شيراز برفقة أخيه نجم الدين الجزئري، وذلك لأنها كانت مهداً للعلم ومجمعاً لكبار العلماء، وحينما وصلها سكن في مدرسة المنصورية، وبقى في شيراز تسع سنوات، فدرس فيها العلوم العقلية (الفلسفة والحكمة والإلهيات)، والنقلية (الحديث والفقه والأصول)، على يد أشهر أساتذتها.

### رحلته إلى أصفهان
بعد احتراق مدرسة المنصورية ترك شيراز متوجهاً إلى أصفهان، فتتلمذ على يد أشهر علمائها، منهم العلامة المجلسي، وكان السيد يعبر عنه بشيخنا المعاصر، وأحله منه محل الولد البار، والتزمه بضع سنين لا يفارقه ليلاً ولا نهاراً وكان ممن يستعين بهم في تأليف ”بحار الأنوار“، وشرح الكافي المسمى بــ”مرآة العقول“، وكان يخصه من سائر الأصحاب ويثني عليه في المحافل ويوقره ويصوب تحقيقاته ويميل إلى ترجيحاته، ثم إنَّ رجلاً اسمه الميرزا تقي بنى مدرسة وأرسل في طلبه فجعله فيها مدرّساً، حيث كانت المدرسة تقع بالقرب من حمام الشيخ بهاء الدين محمد، فبقى في أصفهان ثمان سنوات بين الدراسة والتدريس.

### زيارته إلى العتبات
بعد إقامته سنوات في أصفهان أصيب السيد نعمة الله بضعف في البصر، بسبب كثرة المطالعة، فقصد العتبات المقدسة عند الشيعة من أجل زيارتها والتبرك بها، فسافر معه أخوه، قال السيد الجزائري: ”
«ثم أتينا إلى زيارة مولانا أبي عبد الله الحسين وكنت قد أخذت تراباً من عند رأس كل إمام فأخذت من تراب رجلي الحسين ووضعته فوق ذلك التراب واكتحلت به ففي ذلك اليوم قوي بصري على المطالعة وصار أقوى من الأول“»، والتقى في سفره هذا بمجموعة من الفقهاء وتباحث معهم.

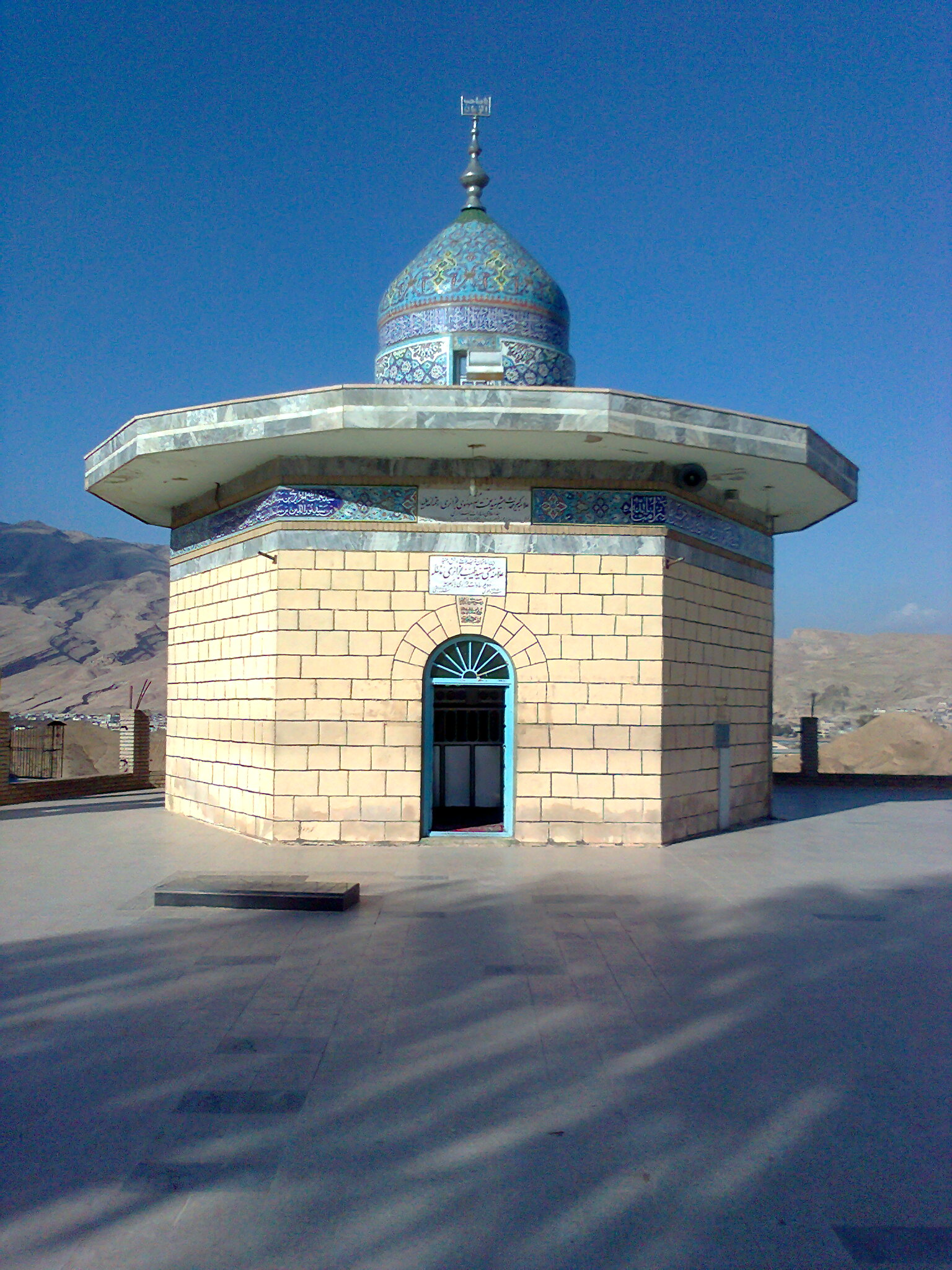
قبره بمدينة بُلدختر الواقعة بمحافظة لُرستان في غرب إيران

بعد زيارته للعتبات المقدسة رجع إلى مسقط رأسه الجزائر، وبقى فيها ثلاثة أشهر، وشرع بكتابة شرح تهذيب الأحكام.

### رجوعه إلى الحويزة
بسبب الحوادث التي حدثت في البصرة سنة 1079 هـ، انتقل السيد إلى الحويزة وكانت تحت سيطرة الدولة الصفوية، وحين وصولها استقبله حاكم الحويزة وقابله بحفاوة وتكريم وطلب منه البقاء فيها.

### ذهابه إلى شوشتر
دعاه أهالي مدينة (شوشتر) إلى الإقامة في المدينة فقبل الدعوة، ومنذ وصوله قلّده السلطان سليمان الصفوي منصب القضاء وإمامة صلاة الجمعة، وسائر المناصب الدينيّة، كما لقّبه بشيخ الإسلام في مدينة شوشتر، وبفضل الله وإقامة السيّد أصبح أهل تستر بعد مدّة وجيزة عارفين بالمسائل والأحكام الشرعية، وقد التزموا برعاية الآداب والسنن الأخلاقية والشرعية، كما أنّه أمر ببناء المساجد في المدينة، وعيّن أئمّة لها.

### وفاته
توفي في الثالث والعشرين من شوال 1112 هـ، عند عودته من زيارة مدينة مشهد، ودفن بمدينة بُلدختر الواقعة بمحافظة لُرستان في غرب إيران، وقبره معروفٌ يُزار.

## دراسته وأساتذته وتلامذته

### مدرسته
ذكر مجموعة من الباحثين إنّ مسلك السيد نعمة الله الجزائري العلمي لم يكن مسلكاً أخبارياً محضاً ولا مسلكاً أصولياً محضاً، بل كان يتخذ الطريق الوسط بينهما، كما كان مسلك أستاذه العلامة المجلسي، وذلك لعدّة أمور، ومنها:
- إنَّ الأخباريين يقولون بعدم حجية ظواهر القرآن: والسيد لم يقل بحجيتها فحسب، بل إنَّه ردَّ على الأخباريين في ذلك حيث قال:««أما قول بعض الأخباريين بعدم جواز الاحتجاج بظواهر القرآن کما قاله الفاضل الأستر آبادي، وجماعة من المعاصرين فهو مما لا نوافقهم عليه، وذلك لأنَّ القرآن محکم و متشابه، وقد أنزله الله ــ سبحانه ــ للإعجاز والتحدي، فلو لم یکن مفهوم المعنی لطال لسان التشنيع علينا من کفار قريش، ولجاز لهم أن یقولوا کیف یصح التحدي والإعجاز بما لا یفهم منه معنی أصلاً».»[42]

- إنَّ الأخباريين التزموا بالاحتياط في الشبهات التحريمية: ولذا ذهبوا إلی تحریم شرب التتن وبالغوا فیه حتی صارت «حرمة شرب التتن» لهم شعاراً، لكنَّ السيد الجزائري كان يُبيحه.[43]

- إنَّه کان مدافعاً ومحامیاً عن المجتهدین: وكان ویراهم مأجورین ومثابین بخلاف الإخبارين الذين يكهرهون المجتهدين حيث قال:««هذا ما ظهر لنا من كلام أهل البيت (عليهم السلام)، و لا نقول في المجتهدين ما قاله صاحب الفوائد من «أن الدين قد خرب مرتين، مرة بعد وفاة النّبيّ (صلّى اللّه عليه و آله و سلم) و مرة أخرى عند ظهور الاجتهاد و قواعده» بل نقول: ان المجتهدين (قدس اللّه أرواحهم) قد بذلوا الجهد و أوضحوا الطريق، و قربوا البعيد فهم مثابون على ما فعلوا، و لعل الحق هو ما ذهبوا اليه بدلائل دلّتهم، و براهين قادتهم، و اللّه الهادى إلى سواء السبيل»»[43]

### أساتذته
لقد تتلمذ السيد نعمة الله الجزائري على يد مجموعة من علماء عصره، في مسقط رأسه الجزائر في البصرة، والحويزة، وشيراز، وأصفهان، ومن أساتذته:
في الجزائر
- يوسف بن محمد البناء الجزائري: قرأ عليه في علوم اللغة العربية.[45]

- محمد بن سلمان الجزائري: قرأ المقدمات عليه في أول شبابه[46]
- فرج الله بن سلمان الجزائري

في الحويزة
- حسين بن سبتي الحويزي: درس عليه المقدمات أيضا[47]
- فخر الدين الطريحي

في شيراز
- إبراهيم بن صدر الدين الشيرازي: أخذ عنه شطرا من الحكمة والكلام وقرأ عليه حاشية على حاشية شمس الدين الخفري على شرح التجريد[48]
- عبد علي الحويزي
- أبو الولي الشيرازي: كان أستاذته في الفلسفة[49]
- صالح بن عبد الكريم البحراني.[49]

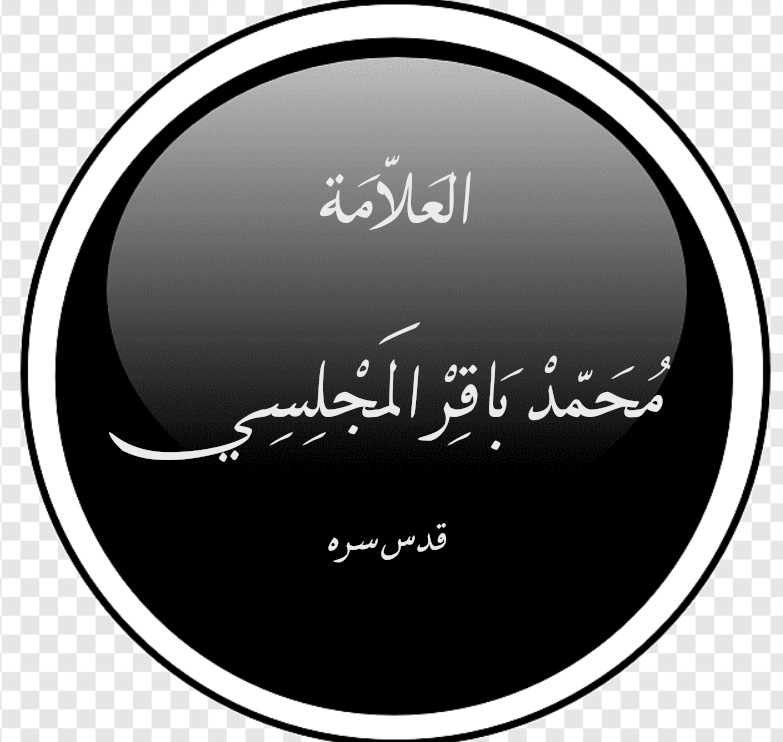
يعد محمد باقر المجلسي من أبرز أساتذته حصل منه على إجازتين في الرواية

- يعد محمد باقر المجلسي من أبرز أساتذته حصل منه على إجازتين في الروايةجعفر بن كمال الدين البحراني: كان أصوليا قد وقعت المناظرة بينه وبين الميرزا الجزائري الاخباري[50]

في أصفهان
- محمد باقر المجلسي: قرأ عليه شطرا وافيا من العلوم العقلية والنقلية وعدة من كتب الحديث، وأجازه له الرواية في سنة 1075 وأجاز له أيضا في شوال سنة 1096[51]
- إسماعيل الخاتون آبادي: كان مدرسا له في الجامع السلطاني في اصفهان[50]
- محمد بن الحسن الحر العاملي.[51]
- المحقق الخوانساري[47]
- الفيض الكاشاني.[52]
- المحقق السبزواري.[51]
- محمد رفيع الجيلاني.

### من تلامذته
تتلمذ على يديه الكثير من العلماء، منهم:
- أبو الحسن الشريف الفتوني العاملي
- أبو الحسن بن زمان الشوشتري
- أبو القاسم الحسيني المرعشي.
- أحمد بن كاظم الشوشتري
- بهاء الدين محمد الجزائري.
- حسين البحراني.
- عبد الحسين بن كلب علي الكركري
- عبد الغفار الصراف الشوشتري
- نور الدين بن نعمة الله الجزائري.
- محمد بن علي بن الحسين النجار الشوشتري
- علي بن حسين الجامعي العاملي
- عوض البصري الحويز
- محمد الكاشي.

## الآراء حوله

### ثناء العلماء عليه
- المجلسي: «السيد الأيد الحسيب الحبيب اللبيب الأديب الأريب الفاضل الكامل المحقق المدقق، جامع فنون العلم وأصناف السعادات، حائز قصبات السبق في مضامير الكمالات، الأخ الوفي والصاحب الرضي.. فقرأ علي وسمع مني وأخذ عني.. فاستجازني تأسيا بسلفنا الصالحين .. وكان ذلك بعد أن بلغ الغاية القصوى في الدراية، رقى العلوم ومناكبها ورمى بأرواقه عن مراكبها، وعقدت لافادته المجالس وغصت بمواعظه المحافل والمدارس، وصنف في أكثر العلوم الدينية والمعارف اليقينية مصنفات رائقة يسطع منها أنوار الفضل والعرفان»[53]
- الشيخ التستري: «السيّد السند، والركن المعتمد، الفقيه الوجيه، المحدّث النبيه، المحقّق النّحرير، المدقّق العزيز النظير، واسع العلم والفضل، جليل القدر والمحلّ، سلالة الأئمّة الأبرار، والد الأماجد الأعاظم الأكارم الأخيار، والأكابر المنتشرين نسلاً بعد نسل في الأقطار والأمصار، العلّامة الفهّامة، التقي الرضي السري»[30]
- الخونساري: «كان من أعاظم علمائنا المتأخرين، و أفاخم فضلائنا المتبحرين، واحد عصره في العربية و الأدب و الفقه و الحديث، و أخذ حظه من المعارف الربانية، بحثه الأكيد، و كدّه الحثيث، لم يعهد مثله في كثرة القراءة على أساتيد الفنون، و لا في كسبه الفضائل من أطراف الحزون بأصناف الشجون»[54]
- عباس القمي: «السيد الجليل والمحدث النبيل واحد عصره في العربية والادب والفقه والحديث والتفسير كان عالما فاضلا محققا مدققا جليل القدر صاحب التصانيف الكثيرة الشائعة»[55]
- علي البروجردي: «السيّد الجليل، والعالم النبيل المحدّث الماهر، المشهور في الدفاتر، المولى السيّد نعمة الله الجزائري، وهو عالم جليل فقيه خبير بالأخبار»[30]
- يوسف البحراني: «كان هذا السيّد فاضلاً محدّثاً مدقّقاً، واسع الدائرة في الاطّلاع على أخبار الإمامية، وتتبّع الآثار المعصومية»[56]
- الأفندي: «فقيه محدّث أديب متكلّم معاصر ظريف مدرّس، والآن هو شيخ الإسلام من قبل السلطان بتستر»[30]
- الحر العاملي:«”فاضل عالم محقق علامة جليل القدر، مدرس، من المعاصرين»[57]
- الميرزا النوري: «الحبر النبيل، والمحدّث الجليل»

### إنتقادات ومآخذ
وُجّه له الانتقاد من الشيعة والسُنّة على حدٍّ سواء لما يُنسب إليه من القول بتحريف القرآن في بعض كتبه ككتاب الأنوار النعمانية، وهنّاك من الشيعة من وجّه له هذا الاتهام صراحة، وقسمٌ منهم وجّه روايات التحريف التي يحويها كتاب الأنوار النعمانية بأنّها مجرّد نقل للروايات وأن نفس الكتاب يحتوي روايات معارضة. وكذلك وُجّه له الانتقاد لما يحويه كتابه زهر الربيع عن تفاصيل العلاقات الزوجية، وبعض رجال الدين الشيعة يقولون بأنّ ذلك ”كان أمرا عاديا بحسب ظروف ذلك الزمان وأذواق أهله، غير أننا اليوم نستقبحه لاختلاف الأذواق واختلاف الظروف، وهو على كل حال لا ينقض عدالته بشيء ولا يُنقص مقامه“. 

## مؤلفاته

كتاب زهر الربيع

كتاب النور المبين

له مؤلفات متنوعة في شتى أنواع العلوم الإسلامية، حيث بلغت أكثر من خمسين كتاباً، ومن أبرزها:
- النور المبين في قصص الأنبياء والمرسلين
- الأنوار النعمانية في معرفة النشأة الإنسانية
- رياض الأبرار في مناقب الأئمّة الأطهار
- الجواهر الغوالي في شرح عوالي اللآلي
- تحفة الأسرار في الجمع بين الأخبار
- عقود الجمان في تفسير القرآن
- شرح الصحيفة السجادية
- شرح الكافية النحوية
- شرح عقائد الصدوق.
- فروق اللغات في التمييز بين مفاد الكلمات
- زهر الربيع
- شرحٌ على كتاب تهذيب الأحكام
- كشف الأسرار في شرح الإستبصار
- نور البراهين في أخبار السادة الطاهرين.
- أنيس الوحيد في شرح التوحيد.

## هوامش
- 1 - الجزائر هو اسمٌ لأحد الأقضية التابعة للدولة العثمانية آنذاك، ويقع حسب التقسيمات الدولية المعاصرة في جنوب العراق. فليس المقصود بلاد الجزائر الواقعة في المغرب العربي.

### إشارات مرجعية
1. ↑  جلالي، محمد حسين؛ Jalālī، Muḥammad Ḥusayn al-Ḥusaynī (2001). فهرس التراث. دليل ما،. ISBN:978-964-93347-2-1. مؤرشف من الأصل في 2021-04-09.
2. ↑  خير الدين الزركلي (2002)، الأعلام: قاموس تراجم لأشهر الرجال والنساء من العرب والمستعربين والمستشرقين (ط. 15)، بيروت: دار العلم للملايين، ج. الثامن، ص. 39، OCLC:1127653771، QID:Q113504685
3. ↑  "موسوعة التراجم والأعلام - السيد نعمة الله بن عبد الله الجزائري الموسوي التستري". www.taraajem.com. مؤرشف من الأصل في 2021-04-09. اطلع عليه بتاريخ 2021-04-08.
4. ↑  Zakī (1994). الفكر الاسلامي بين التأصيل والتجديد. دار الصفوة،. مؤرشف من الأصل في 2021-04-09.
5. ↑  زادهوش، ‌محمد‌رضا (1382-01-02). "کتاب شناسی احوال و آثار سید نعمت الله جزایری (1050-1112ق)". کتاب ماه دین (بالفارسية). 66–67 ع. 6: 48–57. مؤرشف من الأصل في 9 أبريل 2021. {{استشهاد بدورية محكمة}}: تحقق من التاريخ في: |تاريخ= (مساعدة)
6. ↑  قرآن، iqna ir | خبرگزاری بین المللی (۱۳۹۴/۰۵/۲۱ - ۱۰:۰۸). "علامه سید نعمتالله جزائری که بود؟". fa (بالفارسية). مؤرشف من الأصل في 2015-09-19. اطلع عليه بتاريخ 2021-04-08. {{استشهاد ويب}}: تحقق من التاريخ في: |تاريخ= (مساعدة)
7. ↑  الادب العربي في الاحواز: من مطلع القرن الحادي عشر الهجري الى ... - صفحة 25
8. ↑  "زندگینامه: سید نعمت‌الله جزایری (۱۰۵۰ - ۱۱۱۲)". همشهری آنلاین (بالفارسية). 28 فبراير 2013. مؤرشف من الأصل في 2021-04-09. اطلع عليه بتاريخ 2021-04-08.
9. ↑  الأعلمي، دائرة المعارف، ج 29، ص 135.
10. ↑  "نعمت‌الله جزایری". rasekhoon.net. مؤرشف من الأصل في 2019-01-01. اطلع عليه بتاريخ 2021-04-08.
11. 1 2  "إجازات الحديث - العلامة المجلسي - الصفحة ٢٩٧". shiaonlinelibrary.com. مؤرشف من الأصل في 2020-02-06. اطلع عليه بتاريخ 2021-04-08.
12. ↑  "GeoNames.org". www.geonames.org. مؤرشف من الأصل في 2021-04-09. اطلع عليه بتاريخ 2021-04-08.
13. ↑  "كشف الأسرار في شرح الاستبصار - الجزائري، السيد نعمة الله - مکتبة مدرسة الفقاهة". ar.lib.eshia.ir. مؤرشف من الأصل في 2021-04-09. اطلع عليه بتاريخ 2021-04-08.
14. ↑  "كشف الأسرار في شرح الاستبصار - الجزائري، السيد نعمة الله - مکتبة مدرسة الفقاهة". ar.lib.eshia.ir. مؤرشف من الأصل في 2021-04-09. اطلع عليه بتاريخ 2021-04-08.
15. 1 2  وفاة السيد نعمة الله الجزائري - صاحب قصص الأنبياء عام 1112 هـ [وصلة مكسورة] نسخة محفوظة 20 يوليو 2014 على موقع واي باك مشين.
16. ↑  الجزائري، الاجازة الكبرى، ص 70.
17. ↑  الخوانساري، روضات الجنات، ج 8، ص 146.
18. ↑  najaf (22 نوفمبر 2014). "السيد نعمة الله الجزائري". الشیعة. مؤرشف من الأصل في 2020-10-27. اطلع عليه بتاريخ 2021-04-08.
19. ↑  "السيد نعمة الله بن عبد الله الجزائري الموسوي التستري". almerja.com. مؤرشف من الأصل في 2021-04-09. اطلع عليه بتاريخ 2021-04-08.
20. ↑  "كشف الأسرار في شرح الاستبصار - الجزائري، السيد نعمة الله - مکتبة مدرسة الفقاهة". ar.lib.eshia.ir. مؤرشف من الأصل في 2021-04-09. اطلع عليه بتاريخ 2021-04-08.
21. ↑  "روضات الجنات في احوال العلماء و السادات - الموسوي الخوانساري، محمد باقر - مکتبة مدرسة الفقاهة". ar.lib.eshia.ir. مؤرشف من الأصل في 2021-04-09. اطلع عليه بتاريخ 2021-04-08.
22. ↑  "الكنى والألقاب - القمي، الشيخ عباس - مکتبة مدرسة الفقاهة". ar.lib.eshia.ir. مؤرشف من الأصل في 2021-04-09. اطلع عليه بتاريخ 2021-04-08.
23. ↑  "كشف الأسرار في شرح الاستبصار - الجزائري، السيد نعمة الله - مکتبة مدرسة الفقاهة". ar.lib.eshia.ir. مؤرشف من الأصل في 2021-04-09. اطلع عليه بتاريخ 2021-04-08.
24. ↑  1/ الفهرس التام بذكر من انتسب لسبطي خير الأنام/الشريف عبد الله الهندال

2/الشيعة في التاريخ، السيد علاء الموسوي العاملي
25. ↑  "كشف الأسرار في شرح الاستبصار - الجزائري، السيد نعمة الله - مکتبة مدرسة الفقاهة". ar.lib.eshia.ir. مؤرشف من الأصل في 2021-04-09. اطلع عليه بتاريخ 2021-04-08.
26. ↑  ʻAlī Ḥusayn (1977). Fikr al-salafī ʻinda al-Shīʻah al-Ithnā ʻAsharīyah: dirāsah taḥlīlīyah li-mawqif al-fikr al-salafī fī al-Islām ʻumūman wa-ʻinda al-Ithnā ʻAsharīyah ʻalá wajh al-khuṣūṣ min manṭiq wa-falsafat al-Yūnān. Manshūrāt ʻUwaydāt. مؤرشف من الأصل في 2021-04-09.
27. ↑  التستري ، عبد الله بن نور (2006). التحفة السنية في شرح النخبة المحسنية /. مؤسسة التاريخ العربي للطباعة و النشر و التوزيع،. مؤرشف من الأصل في 2021-04-09.
28. ↑  
الجزائري، عبد الله. تذييل سلافة العصر. ص. 50.
النسخة الإلكترونية
29. ↑  
الجزائري، عبد الله. تذييل سلافة العصر. ص. 51.
النسخة الإلكترونية
30. 1 2 3 4 5 6 7 8  najaf (22 نوفمبر 2014). "السيد نعمة الله الجزائري". الشیعة. مؤرشف من الأصل في 2020-10-27. اطلع عليه بتاريخ 2021-04-09.
31. ↑  "كشف الأسرار في شرح الاستبصار - الجزائري، السيد نعمة الله - مکتبة مدرسة الفقاهة". ar.lib.eshia.ir. مؤرشف من الأصل في 2021-04-09. اطلع عليه بتاريخ 2021-04-09.
32. ↑  الجزائري، الأنوار النعمانية، ج 4، ص 259.
33. ↑  "كشف الأسرار في شرح الاستبصار - الجزائري، السيد نعمة الله - مکتبة مدرسة الفقاهة". ar.lib.eshia.ir. مؤرشف من الأصل في 2021-04-09. اطلع عليه بتاريخ 2021-04-09.
34. ↑  الجزائري، الاجازة الكبرى، ص 73.
35. ↑  الجزائري، الأنوار النعمانية، ج 4، ص 267.
36. ↑  "كشف الأسرار في شرح الاستبصار - الجزائري، السيد نعمة الله - مکتبة مدرسة الفقاهة". ar.lib.eshia.ir. مؤرشف من الأصل في 2021-04-09. اطلع عليه بتاريخ 2021-04-09.
37. ↑  "كشف الأسرار في شرح الاستبصار - الجزائري، السيد نعمة الله - مکتبة مدرسة الفقاهة". ar.lib.eshia.ir. مؤرشف من الأصل في 2021-04-09. اطلع عليه بتاريخ 2021-04-09.
38. ↑  الجزائري، الأنوار النعمانية، ج 4، ص 272.
39. ↑  "موسوعة التراجم والأعلام - السيد نعمة الله بن عبد الله الجزائري الموسوي التستري". www.taraajem.com. مؤرشف من الأصل في 2021-04-09. اطلع عليه بتاريخ 2021-04-09.
40. ↑  "كشف الأسرار في شرح الاستبصار - الجزائري، السيد نعمة الله - مکتبة مدرسة الفقاهة". ar.lib.eshia.ir. مؤرشف من الأصل في 2021-04-09. اطلع عليه بتاريخ 2021-04-09.
41. ↑  "كشف الأسرار في شرح الاستبصار - الجزائري، السيد نعمة الله - مکتبة مدرسة الفقاهة". ar.lib.eshia.ir. مؤرشف من الأصل في 2021-04-09. اطلع عليه بتاريخ 2021-04-09.
42. ↑  "كشف الأسرار في شرح الاستبصار - الجزائري، السيد نعمة الله - مکتبة مدرسة الفقاهة". ar.lib.eshia.ir. مؤرشف من الأصل في 2021-04-09. اطلع عليه بتاريخ 2021-04-09.
43. 1 2  "كشف الأسرار في شرح الاستبصار - الجزائري، السيد نعمة الله - مکتبة مدرسة الفقاهة". ar.lib.eshia.ir. مؤرشف من الأصل في 2021-04-09. اطلع عليه بتاريخ 2021-04-09.
44. 1 2  "كشف الأسرار في شرح الاستبصار - الجزائري، السيد نعمة الله - مکتبة مدرسة الفقاهة". ar.lib.eshia.ir. مؤرشف من الأصل في 2021-04-09. اطلع عليه بتاريخ 2021-04-09.
45. ↑  "كشف الأسرار في شرح الاستبصار - الجزائري، السيد نعمة الله - مکتبة مدرسة الفقاهة". ar.lib.eshia.ir. مؤرشف من الأصل في 2021-04-09. اطلع عليه بتاريخ 2021-04-09.
46. ↑  "كشف الأسرار في شرح الاستبصار - الجزائري، السيد نعمة الله - مکتبة مدرسة الفقاهة". ar.lib.eshia.ir. مؤرشف من الأصل في 2021-04-09. اطلع عليه بتاريخ 2021-04-09.
47. 1 2  "كشف الأسرار في شرح الاستبصار - الجزائري، السيد نعمة الله - مکتبة مدرسة الفقاهة". ar.lib.eshia.ir. مؤرشف من الأصل في 2021-04-09. اطلع عليه بتاريخ 2021-04-09.
48. ↑  الأمين، محسن. أعيان الشيعة - ج2. ص. ص 202.
النسخة الإلكترونية
49. 1 2  "كشف الأسرار في شرح الاستبصار - الجزائري، السيد نعمة الله - مکتبة مدرسة الفقاهة". ar.lib.eshia.ir. مؤرشف من الأصل في 2021-04-09. اطلع عليه بتاريخ 2021-04-09.
50. 1 2  "كشف الأسرار في شرح الاستبصار - الجزائري، السيد نعمة الله - مکتبة مدرسة الفقاهة". ar.lib.eshia.ir. مؤرشف من الأصل في 2021-04-09. اطلع عليه بتاريخ 2021-04-09.
51. 1 2 3  
الحسيني، السيد أحمد. تلامذة المجلسي. ص. ص 139.
النسخة الإلكترونية
52. ↑  "كشف الأسرار في شرح الاستبصار - الجزائري، السيد نعمة الله - مکتبة مدرسة الفقاهة". ar.lib.eshia.ir. مؤرشف من الأصل في 2021-04-09. اطلع عليه بتاريخ 2021-04-09.
53. ↑  "تلامذة المجلسي - السيد أحمد الحسيني - الصفحة ١٤٠". shiaonlinelibrary.com. مؤرشف من الأصل في 2013-10-30. اطلع عليه بتاريخ 2021-04-09.
54. ↑  "كشف الأسرار في شرح الاستبصار - الجزائري، السيد نعمة الله - مکتبة مدرسة الفقاهة". ar.lib.eshia.ir. مؤرشف من الأصل في 2021-04-09. اطلع عليه بتاريخ 2021-04-09.
55. ↑  "الكنى والألقاب - القمي، الشيخ عباس - مکتبة مدرسة الفقاهة". ar.lib.eshia.ir. مؤرشف من الأصل في 2021-04-09. اطلع عليه بتاريخ 2021-04-09.
56. ↑  البحراني، لؤلؤة البحرين، ص 106.
57. ↑  
العاملي، الحر. "ج 2". أمل الآمل. ص. ص 336.
النسخة الإلكترونية
58. ↑  الميلاني: الجزائري قائل بالتحريف نسخة محفوظة 03 ديسمبر 2016 على موقع واي باك مشين.
59. ↑  "هل هناك قول لبعض علمائنا بتحريف القرآن؟ وهل هناك من المخالفين من يقول بتحريف القرآن؟". القطرة - موقع رؤى ومحاضرات الشيخ الحبيب. مؤرشف من الأصل في 2020-11-10. اطلع عليه بتاريخ 2020-11-10.
60. ↑  "هل إشكال البعض على السيد نعمة الله الجزائري له وجه؟". القطرة - موقع رؤى ومحاضرات الشيخ الحبيب. مؤرشف من الأصل في 2020-11-10. اطلع عليه بتاريخ 2020-11-10.
61. ↑  "كشف الأسرار في شرح الاستبصار - الجزائري، السيد نعمة الله - مکتبة مدرسة الفقاهة". ar.lib.eshia.ir. مؤرشف من الأصل في 2021-04-09. اطلع عليه بتاريخ 2021-04-09.
62. ↑  "كشف الأسرار في شرح الاستبصار - الجزائري، السيد نعمة الله - مکتبة مدرسة الفقاهة". ar.lib.eshia.ir. مؤرشف من الأصل في 2021-04-09. اطلع عليه بتاريخ 2021-04-09.

### الكتب
- تلامذة المجلسي. السيد أحمد الحسيني، طبع قم - إيران، عام 1410 هـ، منشورات مكتبة آية الله المرعشي النجفي.
- كشف الأسرار في شرح الإستبصار - السيد طيب الجزائرى - الناشر: مؤسسة دار الكتاب‌
- الذريعة إلى تصانيف الشيعة. آغا بزرگ الطهراني، طبع بيروت - لبنان، 1403 هـ / 1983 م، منشورات دار الأضواء.
- أعيان الشيعة. محسن الأمين، طبع بيروت - لبنان، تاريخ الطبع مفقود، منشورات دار التعارف.